# Niels Schultz
Niels Stockfleth Schultz, född den 14 mars 1780 i Krødsherred, död den 30 maj 1832 i Kristiania, var en norsk präst och politiker.
Schultz, som från 1809 till sin död var hjälppräst i Trondheim, valdes från Trondheim till ledamot av alla storting 1814–30, men avböjde 1821 och 1830 samt var odelstingspresident 1818 och 1824 och stortingspresident 1827. Han tillhörde i stortinget en liten missnöjd fraktion av den så kallade ämbetsmannaoppositionen. 
Postumt utkom hans Taler og vota (1834) i stortinget samt en årgång Prædikener (1838, 2:a upplagan 1843; företalet innehåller en översikt av Schultz levnad). Schultz var 1815-29 vice preses och 1829–32 preses i Videnskabsselskabet i Trondheim.